# Myrmeleon (Myrmeleon) crudelis
Myrmeleon (Myrmeleon) crudelis is een insect uit de familie van de mierenleeuwen (Myrmeleontidae), die tot de orde netvleugeligen (Neuroptera) behoort. 
Myrmeleon (Myrmeleon) crudelis is voor het eerst wetenschappelijk beschreven door Walker in 1853.